# Stereo 8

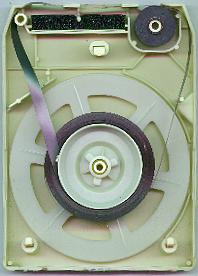
Insidan av en Stereo 8-kassett.

Stereo 8, på engelska även kallat 8 track, var ett analogt, magnetiskt lagringsmedium för ljud. Stereo 8 utvecklades av ett konsortium under ledning av Bill Lear. Formatet introducerades 1964 och infördes i Fordbilar 1965. Formatet var populärt från mitten av 1960-talet fram till slutet av 1970-talet, framförallt i USA. Formatet hade åtta ljudkanaler, vilket normalt gav fyra stereospår. Med ett knapptryck kunde man hoppa mellan dessa fyra spår och växla låtar.
Stereo 8 hade liksom kompaktkassetten ett magnetband inneslutet i en kassett, men till skillnad från kompaktkassetten gick Stereo 8 i en oändlig slinga där bandet drogs ut från insidan och lindades upp på utsidan av bandspolen. På grund av denna konstruktion kunde banden inte spolas, utan enda navigeringsmöjligheten var att byta spår, vilket gav en omedelbar förflyttning i inspelningen på en fjärdedel av hela dess längd.
Förinspelade band hade, för att rymma ett normalt LP-album, en speltid på cirka 46 minuter där innehållet arrangerades för att om möjligt passas in i fyra grupper om 11,5 minuter. Om detta inte lät sig göras kunde låtar behöva delas upp över två spår (med ett mindre "hack" vid uppspelning), låtordningen kunde ändras, en kortare låt kunde upprepas eller så fick spåret innehålla en kortare tyst del. I några fall (bland annat The Whos Quadrophenia) kunde stereo-8-kassetten arrangeras på exakt samma sätt som vinylskivan.
Stereo 8 använde ett 6,35 mm (1/4 inches) brett magnetband med bandhastigheten 33⁄4 inches/sekund (9,53 cm/s) vilket gjorde att kassettens storlek blev större jämfört med kompaktkassetten, där magnetbandets bredd var 0,15 inches (3,81 mm) och bandhastigheten var 17⁄8 in/sekund (4,76 cm/s).
Under en kortare period under 1970-talet fanns det även Stereo-8-band med fyra ljudkanaler för dåtidens surroundljud, kallad quadrofoni. Kassetterna kallades då för Quad-8.
Fleetwood Macs Greatest Hits, som utkom den 22 november 1988, anses vara ett av de sista albumen att utges kommersiellt på Stereo 8-formatet.